# FC Zwolle in het seizoen 1992/93
Het seizoen 1992/1993 was het 82e jaar in het bestaan van de Zwolse voetbalclub FC Zwolle. De club kwam uit in de Eerste divisie en nam ook deel aan het toernooi om de KNVB beker.

## Wedstrijdstatistieken

### Eerste divisie
| 1e speelronde | FC Zwolle                                                         | 1 – 1 (0 – 0) | SC Heracles '74                                                                                     | Opstelling FC Zwolle: |
| 14 augustus 1992 Aanvangstijd: --:-- uur Plaats: Zwolle Oosterenkstadion Toeschouwers: 2.750 Scheidsrechter: Theo Blommesteyn       | Johan Hansma 54'                                                  |               | 51' Folkert Velten                                                                                  |                       |
| 2e speelronde | RBC                                                               | 2 – 1 (0 – 0) | FC Zwolle                                                                                           | Opstelling FC Zwolle: |
| 22 augustus 1992 Aanvangstijd: --:-- uur Plaats: Roosendaal Sportpark De Luiten Toeschouwers: 2.400 Scheidsrechter: Ronald Kloeg    | Frank van Straalen 19' John Mutsaers 79'                          |               | 76' Bert Konterman                                                                                  |                       |
| 3e speelronde | FC Zwolle                                                         | 0 – 1 (0 – 1) | Haarlem                                                                                             | Opstelling FC Zwolle: |
| 26 augustus 1992 Aanvangstijd: --:-- uur Plaats: Zwolle Oosterenkstadion Toeschouwers: 1.400 Scheidsrechter: Jan Willem van Veluwen |                                                                   |               | 39' Stanley Brouwer                                                                                 |                       |
| 4e speelronde | FC Zwolle                                                         | 0 – 3 (0 – 0) | De Graafschap                                                                                       | Opstelling FC Zwolle: |
| 29 augustus 1992 Aanvangstijd: --:-- uur Plaats: Zwolle Oosterenkstadion Toeschouwers: 2.250 Scheidsrechter: Juri Takacs            |                                                                   |               | 63' Edwin Godee 81' Edwin Godee 90' John Leeuwerik                                                  |                       |
| 5e speelronde | Helmond Sport                                                     | 0 – 3 (0 – 2) | FC Zwolle                                                                                           | Opstelling FC Zwolle: |
| 6 september 1992 Aanvangstijd: --:-- uur Plaats: Helmond Stadion De Braak Toeschouwers: 1.450 Scheidsrechter: Dick van Egmond       |                                                                   |               | 3' Remco Boere 31' Martin Reijnders 71' Martin Reijnders                                            |                       |
| 6e speelronde | FC Zwolle                                                         | 3 – 0 (2 – 0) | TOP                                                                                                 | Opstelling FC Zwolle: |
| 11 september 1992 Aanvangstijd: --:-- uur Plaats: Zwolle Oosterenkstadion Toeschouwers: 2.315 Scheidsrechter: Frans Meyer           | Martin Reijnders 1' Henk Buimer 13' Bert Konterman 89'            |               | |                       |
| 7e speelronde | VVV                                                               | 1 – 1 (1 – 1) | FC Zwolle                                                                                           | Opstelling FC Zwolle: |
| 26 september 1992 Aanvangstijd: --:-- uur Plaats: Venlo De Koel Toeschouwers: 1.948 Scheidsrechter: Jan Willem van Veluwen          | Maurice Graef 5'                                                  |               | 22' Remco Boere                                                                                     |                       |
| 8e speelronde | FC Zwolle                                                         | 1 – 1 (0 – 0) | Emmen                                                                                               | Opstelling FC Zwolle: |
| 2 oktober 1992 Aanvangstijd: --:-- uur Plaats: Zwolle Oosterenkstadion Toeschouwers: 3.580 Scheidsrechter: Rien van Haaften         | Ruud Jalving (e.d.) 69'                                           |               | 84' Jan Hoek                                                                                        |                       |
| 9e speelronde | BV Veendam                                                        | 0 – 0         | FC Zwolle                                                                                           | Opstelling FC Zwolle: |
| 10 oktober 1992 Aanvangstijd: --:-- uur Plaats: Veendam De Langeleegte Toeschouwers: 1.950 Scheidsrechter: Keimke Zuidema           |                                                                   |               | |                       |
| 10e speelronde | sc Heerenveen                                                     | 1 – 2 (1 – 2) | FC Zwolle                                                                                           | Opstelling FC Zwolle: |
| 17 oktober 1992 Aanvangstijd: --:-- uur Plaats: Heerenveen Sportpark Noord Toeschouwers: 8.500 Scheidsrechter: Hennie de Graaf      | Erik Tammer 19'                                                   |               | 3' Martin Reijnders 11' Henk Buimer                                                                 |                       |
| 11e speelronde | FC Zwolle                                                         | 3 – 1 (1 – 0) | Telstar                                                                                             | Opstelling FC Zwolle: |
| 23 oktober 1992 Aanvangstijd: --:-- uur Plaats: Zwolle Oosterenkstadion Toeschouwers: 2.500 Scheidsrechter: Dick van Egmond         | Edwin Duim 16' Sander Roege 49' Remco Boere 85'                   |               | 64' Ron de Roode                                                                                    |                       |
| 12e speelronde | Eindhoven                                                         | 0 – 2 (0 – 0) | FC Zwolle                                                                                           | Opstelling FC Zwolle: |
| 31 oktober 1992 Aanvangstijd: --:-- uur Plaats: Eindhoven Jan Louwersstadion Toeschouwers: 3.112 Scheidsrechter: John IJkhout       |                                                                   |               | 71' Henk Buimer 87' Johan Hansma                                                                    |                       |
| 13e speelronde | NAC                                                               | 1 – 0 (0 – 0) | FC Zwolle                                                                                           | Opstelling FC Zwolle: |
| 7 november 1992 Aanvangstijd: --:-- uur Plaats: Breda NAC-stadion Toeschouwers: 4.506 Scheidsrechter: Fred Sterk                    | Pierre van Hooijdonk (pen) 53'                                    |               | |                       |
| 14e speelronde | FC Zwolle                                                         | 4 – 0 (2 – 0) | Excelsior                                                                                           | Opstelling FC Zwolle: |
| 13 november 1992 Aanvangstijd: --:-- uur Plaats: Zwolle Oosterenkstadion Toeschouwers: 2.850 Scheidsrechter: Henk Nienhuis          | Jaap Stam 14' Jan van Raalte 17' Johan Hansma 72' Henk Buimer 86' |               | |                       |
| 15e speelronde | ADO Den Haag                                                      | 3 – 2 (1 – 1) | FC Zwolle                                                                                           | Opstelling FC Zwolle: |
| 22 november 1992 Aanvangstijd: --:-- uur Plaats: Den Haag Zuiderparkstadion Toeschouwers: 1.850 Scheidsrechter: Ben Bettinger       | Marco Gentile 39' Dik Heesen 77' Frans Danen 82'                  |               | 25' Henk Buimer 47' Robert Maaskant                                                                 |                       |
| 16e speelronde | FC Zwolle                                                         | 1 – 3 (0 – 2) | N.E.C.                                                                                              | Opstelling FC Zwolle: |
| 27 november 1992 Aanvangstijd: --:-- uur Plaats: Zwolle Oosterenkstadion Toeschouwers: 2.906 Scheidsrechter: Eugêne Theelen         | Sander Roege 72'                                                  |               | 13' Bennie Dekker 45' Bennie Dekker 89' Dirk Eijlander                                              |                       |
| 17e speelronde | AZ                                                                | 0 – 1 (0 – 0) | FC Zwolle                                                                                           | Opstelling FC Zwolle: |
| 6 december 1992 Aanvangstijd: --:-- uur Plaats: Alkmaar Alkmaarderhout Toeschouwers: 2.753 Scheidsrechter: Henk Boot                |                                                                   |               | 67' Edwin Duim                                                                                      |                       |
| 18e speelronde | FC Zwolle                                                         | 1 – 1 (0 – 0) | BV Veendam                                                                                          | Opstelling FC Zwolle: |
| 18 december 1992 Aanvangstijd: --:-- uur Plaats: Zwolle Oosterenkstadion Toeschouwers: 3.000 Scheidsrechter: Harrie van Beek        | Bert Konterman 74'                                                |               | 85' Martin Drent                                                                                    |                       |
| 19e speelronde | Haarlem                                                           | 1 – 5 (1 – 4) | FC Zwolle                                                                                           | Opstelling FC Zwolle: |
| 16 januari 1993 Aanvangstijd: --:-- uur Plaats: Haarlem Haarlemstadion Toeschouwers: 1.830 Scheidsrechter: Eddy Helmstrijd          | Barry van Galen 13'                                               |               | 6' Henk Loonstra 27' Martin Reijnders 30' Henk Loonstra 38' Henry van der Vegt 83' Martin Reijnders |                       |
| 20e speelronde | SC Heracles '74                                                   | 0 – 0         | FC Zwolle                                                                                           | Opstelling FC Zwolle: |
| 23 januari 1993 Aanvangstijd: --:-- uur Plaats: Almelo Bornsestraat Toeschouwers: 1.858 Scheidsrechter: John Janssen                |                                                                   |               | |                       |
| 21e speelronde | FC Zwolle                                                         | 3 – 2 (1 – 2) | Helmond Sport                                                                                       | Opstelling FC Zwolle: |
| 12 februari 1993 Aanvangstijd: --:-- uur Plaats: Zwolle Oosterenkstadion Toeschouwers: 2.148 Scheidsrechter: Keimke Zuidema         | Henk Buimer 9' Henry van der Vegt 53' Bert Konterman 57'          |               | 4' Frank Weijers 31' Ricardo Moniz                                                                  |                       |
| 22e speelronde | De Graafschap                                                     | 2 – 1 (1 – 0) | FC Zwolle                                                                                           | Opstelling FC Zwolle: |
| 16 februari 1993 Aanvangstijd: --:-- uur Plaats: Doetinchem Stadion De Vijverberg Toeschouwers: 3.400 Scheidsrechter: Frans Meyer   | Richard Jansen 6' Edwin Godee 46'                                 |               | 72' Remco Boere                                                                                     |                       |
| 23e speelronde | FC Zwolle                                                         | 1 – 0 (0 – 0) | RBC                                                                                                 | Opstelling FC Zwolle: |
| 19 februari 1993 Aanvangstijd: --:-- uur Plaats: Zwolle Oosterenkstadion Toeschouwers: 1.980 Scheidsrechter: Eugêne Theelen         | Henk Buimer 56'                                                   |               | |                       |
| 24e speelronde | TOP                                                               | 2 – 0 (1 – 0) | FC Zwolle                                                                                           | Opstelling FC Zwolle: |
| 27 februari 1993 Aanvangstijd: --:-- uur Plaats: Oss TOP Oss Stadion Toeschouwers: 2.354 Scheidsrechter: Harrie van Beek            | Robert van der Weert 30' Patrick Koolen 82'                       |               | |                       |
| 25e speelronde | FC Zwolle                                                         | 1 – 2 (0 – 1) | VVV                                                                                                 | Opstelling FC Zwolle: |
| 5 maart 1993 Aanvangstijd: --:-- uur Plaats: Zwolle Oosterenkstadion Toeschouwers: 1.900 Scheidsrechter: Jef van Vliet              | Henk Buimer 86'                                                   |               | 7' Geert Braem 65' Tijani Babangida                                                                 |                       |
| 26e speelronde | Emmen                                                             | 1 – 2 (0 – 2) | FC Zwolle                                                                                           | Opstelling FC Zwolle: |
| 13 maart 1993 Aanvangstijd: --:-- uur Plaats: Emmen Stadion Meerdijk Toeschouwers: 2.125 Scheidsrechter: Keimke Zuidema             | Joseph Oosting 69'                                                |               | 20' Remco Boere 43' Henry van der Vegt                                                              |                       |
| 27e speelronde | FC Zwolle                                                         | 1 – 3 (0 – 2) | sc Heerenveen                                                                                       | Opstelling FC Zwolle: |
| 19 maart 1993 Aanvangstijd: --:-- uur Plaats: Zwolle Oosterenkstadion Toeschouwers: 6.850 Scheidsrechter: Theo Blommesteijn         | Remco Boere 74'                                                   |               | 1' Erik Regtop 38' Gertjan Verbeek 54' (pen) Jan de Visser                                          |                       |
| 28e speelronde | Telstar                                                           | 1 – 2 (1 – 0) | FC Zwolle                                                                                           | Opstelling FC Zwolle: |
| 27 maart 1993 Aanvangstijd: --:-- uur Plaats: Velsen-Zuid Sportpark Schoonenberg Toeschouwers: 1.132 Scheidsrechter: Jerrol Elburg  | Walter Smak 37'                                                   |               | 85' Martin Reijnders 90' Martin Reijnders                                                           |                       |
| 29e speelronde | FC Zwolle                                                         | 3 – 1 (0 – 1) | Eindhoven                                                                                           | Opstelling FC Zwolle: |
| 2 april 1993 Aanvangstijd: --:-- uur Plaats: Zwolle Oosterenkstadion Toeschouwers: 2.100 Scheidsrechter: Ronald Kloeg               | Edwin Duim 48' Pascal Frederiks 57' Martin Reijnders 59'          |               | 18' Marcel van Helmond                                                                              |                       |
| 30e speelronde | FC Zwolle                                                         | 2 – 1 (0 – 0) | NAC                                                                                                 | Opstelling FC Zwolle: |
| 9 april 1993 Aanvangstijd: --:-- uur Plaats: Zwolle Oosterenkstadion Toeschouwers: 5.063 Scheidsrechter: Dick van Egmond            | Martin Reijnders (pen) 53' Henry van der Vegt 76'                 |               | 80' John Lammers                                                                                    |                       |
| 31e speelronde | Excelsior                                                         | 0 – 3 (0 – 3) | FC Zwolle                                                                                           | Opstelling FC Zwolle: |
| 17 april 1993 Aanvangstijd: --:-- uur Plaats: Rotterdam Stadion Woudestein Toeschouwers: 600 Scheidsrechter: Simon Schuil           |                                                                   |               | 5' Henk Buimer 18' Remco Boere 45' Remco Boere                                                      |                       |
| 32e speelronde | FC Zwolle                                                         | 3 – 1 (2 – 1) | ADO Den Haag                                                                                        | Opstelling FC Zwolle: |
| 27 april 1993 Aanvangstijd: --:-- uur Plaats: Zwolle Oosterenkstadion Toeschouwers: 2.300 Scheidsrechter: Eugêne Theelen            | Henry van der Vegtt 26' Edwin Duim 38' Martin Reijnders 68'       |               | 6' Jeffrey Talan                                                                                    |                       |
| 33e speelronde | N.E.C.                                                            | 2 – 2 (0 – 1) | FC Zwolle                                                                                           | Opstelling FC Zwolle: |
| 9 mei 1993 Aanvangstijd: --:-- uur Plaats: Nijmegen Goffertstadion Toeschouwers: 1.300 Scheidsrechter: Rien van Haaften             | Andreas Gliatis 60' Ulrich Cruden 72'                             |               | 22' Remco Boere 65' Henk Buimer                                                                     |                       |
| 34e speelronde | FC Zwolle                                                         | 0 – 0         | AZ                                                                                                  | Opstelling FC Zwolle: |
| 14 mei 1993 Aanvangstijd: --:-- uur Plaats: Zwolle Oosterenkstadion Toeschouwers: 2.250 Scheidsrechter: Jan Willem van Veluwen      |                                                                   |               | |                       |

### KNVB beker
| 2e ronde                                                                                                  | FC Zwolle                                           | 3 – 0 (1 – 0)             | Katwijk                                                                     | Opstelling FC Zwolle: |
| 18 september 1992 Plaats: Zwolle Oosterenkstadion Toeschouwers: 1130 Scheidsrechter: Harrie van Beek      | Remco Boere 22' Stef Hendriks 57' Stef Hendriks 75' |                           |                                                                             | |
| 3e ronde                                                                                                  | DCG                                                 | 1 – 2 (0 – 1)             | FC Zwolle                                                                   | Opstelling FC Zwolle: |
| 28 oktober 1992 Plaats: Amsterdam Sportpark Ookmeer Toeschouwers: 2.100 Scheidsrechter: Cees van der Neut | Mark Bitter 47'                                     |                           | 32' Remco Boere 57' Martin Reijnders                                        | Stam |
| 4e ronde                                                                                                  | RKC                                                 | 1 – 4 (0 – 3)             | FC Zwolle                                                                   | Opstelling FC Zwolle: |
| 13 december 1992 Plaats: Waalwijk Sportpark Olympia Toeschouwers: 1.200 Scheidsrechter: Herman van Dijk   | Marcel Brands (pen) 57'                             |                           | 18' Martin Reijnders 20' Martin Reijnders 33' Henk Buimer 83' Henk Loonstra | Duim, Koggel |
| Kwartfinale                                                                                               | FC Zwolle                                           | 1 – 1 n.v. (1 – 0, 1 – 1) | Feyenoord                                                                   | Opstelling FC Zwolle: |
| 10 maart 1993 Plaats: Zwolle Oosterenkstadion Toeschouwers: 12.500 Scheidsrechter: Dick Jol               | Johan Hansma 9' Jaap Stam Edwin Duim Henk Loonstra  | Strafschoppen:            | 83' John van Loen Rob Witschge John de Wolf Ruud Heus Regi Blinker          | Timmer, Stam, Maaskant, Hansma, Koggel, Roembiak (74' Duim), Reijnders, Buimer, Van Raalte, Boere (68' Loonstra), Van der Vegt Maaskant, Hansma, Buimer, Van der Vegt |

## Selectie en technische staf

### Selectie 1992/93
| Nr.           | Nat.               | Naam               | Competitie | Competitie | Beker      | Beker      | Totaal     | Totaal     | Seizoen    | Vorige club      | Debuut        |            |            |            |
| Nr.           | Nat.               | Naam               | W          |            | W          |            | W          |            | Seizoen    | Vorige club      | Debuut        |            |            |            |
| Doelmannen    | Doelmannen         | Doelmannen         | Doelmannen | Doelmannen | Doelmannen | Doelmannen | Doelmannen | Doelmannen | Doelmannen | Doelmannen       | Doelmannen    | Doelmannen | Doelmannen | Doelmannen |
| ------------- | ------------------ | ------------------ | ---------- | ---------- | ---------- | ---------- | ---------- | ---------- | ---------- | ---------------- | ------------- | ---------- | ---------- | ---------- |
| -             | Vlag van Nederland | Jeroen Gerritsen   | 1          | 0          | 0          | 0          | 1          | 0          | 2e         | Jeugd            | -             |            |            |            |
| -             | Vlag van Nederland | René Grotenhuis    | 0          | 0          | 0          | 0          | 0          | 0          | 6e         | Jeugd            | -             |            |            |            |
| -             | Vlag van Nederland | Henk Timmer        | 33         | 0          | 0          | 0          | 33         | 0          | 4e         | Jeugd            | -             |            |            |            |
| Verdedigers   |                    |                    |            |            |            |            |            |            |            |                  |               |            |            |            |
| -             | Vlag van Nederland | Pascal Frederiks   | 4          | 1          | 0          | 0          | 4          | 1          | 1e         | Jeugd            | -             |            |            |            |
| -             | Vlag van Nederland | Stef Hendriks      | 15         | 0          | 0          | 2          | 15         | 2          | 1e         | Jeugd            | -             |            |            |            |
| -             | Vlag van Nederland | Johan Hansma       | 28         | 3          | 0          | 1          | 28         | 4          | 5e         | Jeugd            | -             |            |            |            |
| -             | Vlag van Nederland | Wibo Koggel        | 20         | 0          | 0          | 0          | 20         | 0          | 2e         | Jeugd            | -             |            |            |            |
| -             | Vlag van Nederland | Bert Konterman     | 21         | 4          | 0          | 0          | 21         | 4          | 4e         | Jeugd            | -             |            |            |            |
| -             | Vlag van Nederland | Robert Maaskant    | 28         | 1          | 0          | 0          | 28         | 1          | 1e         | Motherwell FC    | -             |            |            |            |
| -             | Vlag van Nederland | Jaap Stam          | 32         | 1          | 0          | 0          | 32         | 1          | 1e         | DOS Kampen (ama) | -             |            |            |            |
| Middenvelders |                    |                    |            |            |            |            |            |            |            |                  |               |            |            |            |
| -             | Vlag van Nederland | Edwin Duim         | 26         | 4          | 0          | 0          | 26         | 4          | 9e         | Jeugd            | 30 maart 1985 |            |            |            |
| -             | Vlag van Nederland | Arjan Louwen       | 10         | 0          | 0          | 0          | 10         | 0          | 1e         | Jeugd            | -             |            |            |            |
| -             | Vlag van Nederland | Henk Loonstra      | 20         | 2          | 0          | 1          | 20         | 3          | 1e         | Hector (ama)     | -             |            |            |            |
| -             | Vlag van Nederland | Jan van Raalte     | 31         | 1          | 0          | 0          | 31         | 1          | 4e         | Jeugd            | -             |            |            |            |
| -             | Vlag van Nederland | Sander Roege       | 22         | 2          | 0          | 0          | 22         | 2          | 2e         | Jeugd            | -             |            |            |            |
| -             | Vlag van Nederland | Lody Roembiak      | 9          | 0          | 0          | 0          | 9          | 0          | 1e         | SC Cambuur       | -             |            |            |            |
| -             | Vlag van Nederland | Edwin Timmerman    | 13         | 0          | 0          | 0          | 13         | 0          | 3e         | Jeugd            | -             |            |            |            |
| -             | Vlag van Nederland | Henry van der Vegt | 32         | 5          | 0          | 0          | 32         | 5          | 2e         | Jeugd            | -             |            |            |            |
| Aanvallers    |                    |                    |            |            |            |            |            |            |            |                  |               |            |            |            |
| -             | Vlag van Nederland | Remco Boere        | 21         | 9          | 0          | 2          | 21         | 11         | 1e         | Gil Vicente FC   | -             |            |            |            |
| -             | Vlag van Nederland | Henk Buimer        | 29         | 10         | 0          | 1          | 29         | 11         | 2e         | Flevo Boys (ama) | -             |            |            |            |
| -             | Vlag van Nederland | Martin Reijnders   | 31         | 11         | 0          | 3          | 31         | 14         | 4e         | Jeugd            | -             |            |            |            |
| Nr.           | Nat.               | Naam               | W          |            | W          |            | W          |            | Seizoen    | Vorige club      | Debuut        |            |            |            |
| Nr.           | Nat.               | Naam               | Competitie | Competitie | Beker      | Beker      | Totaal     | Totaal     | Seizoen    | Vorige club      | Debuut        |            |            |            |

### Technische staf
| Naam         | Functie      |
| ------------ | ------------ |
| Ben Hendriks | Hoofdtrainer |

## Statistieken FC Zwolle 1992/1993

### Eindstand FC Zwolle in de Nederlandse Eerste divisie 1992 / 1993
| Stand | Gespeeld | Gewonnen | Gelijk | Verloren | Punten | Doelpunten voor | Doelpunten tegen | Gele kaarten | Rode kaarten |
| ----- | -------- | -------- | ------ | -------- | ------ | --------------- | ---------------- | ------------ | ------------ |
| 6e    | 34       | 16       | 8      | 10       | 40     | 55              | 38               | –            | –            |

### Topscorers
| #              | Naam                 | Goal |
| -------------- | -------------------- | ---- |
| 1.             | Martin Reijnders     | 11   |
| 2.             | Henk Buimer          | 10   |
| 3.             | Remco Boere          | 9    |
| 4.             | Henry van der Vegt   | 5    |
| 5              | Edwin Duim           | 4    |
| 5              | Bert Konterman       | 4    |
| 7.             | Johan Hansma         | 3    |
| 8.             | Henk Loonstra        | 2    |
| 8.             | Sander Roege         | 2    |
| 10.            | Pascal Frederiks     | 1    |
| 10.            | Robert Maaskant      | 1    |
| 10.            | Jan van Raalte       | 1    |
| 10.            | Jaap Stam            | 1    |
| Eigen doelpunt |                      |      |
| –              | Ruud Jalving (Emmen) | 1    |
| Totaal         | Totaal               | 55   |

| #      | Naam             | Goal |
| ------ | ---------------- | ---- |
| 1.     | Martin Reijnders | 3    |
| 2.     | Remco Boere      | 2    |
| 2.     | Stef Hendriks    | 2    |
| 4.     | Henk Buimer      | 1    |
| 4.     | Johan Hansma     | 1    |
| 4.     | Henk Loonstra    | 1    |
| Totaal | Totaal           | 10   |

### Kaarten
| #      | Naam        |   |
| ------ | ----------- | - |
| 1.     | Naam speler | - |
| Totaal | Totaal      | - |

| #      | Naam        |   |
| ------ | ----------- | - |
| 1.     | Naam speler | - |
| Totaal | Totaal      | - |

| #      | Naam        |   |
| ------ | ----------- | - |
| 1.     | Naam speler | - |
| Totaal | Totaal      | - |

### Punten per speelronde
| Speelronde | 1 | 2 | 3 | 4 | 5 | 6 | 7 | 8 | 9 | 10 | 11 | 12 | 13 | 14 | 15 | 16 | 17 | 18 | 19 | 20 | 21 | 22 | 23 | 24 | 25 | 26 | 27 | 28 | 29 | 30 | 31 | 32 | 33 | 34 |
| ---------- | - | - | - | - | - | - | - | - | - | -- | -- | -- | -- | -- | -- | -- | -- | -- | -- | -- | -- | -- | -- | -- | -- | -- | -- | -- | -- | -- | -- | -- | -- | -- |
| Punten     | 1 | 0 | 0 | 0 | 2 | 2 | 1 | 1 | 1 | 2  | 2  | 2  | 0  | 2  | 0  | 0  | 2  | 1  | 2  | 1  | 2  | 0  | 2  | 0  | 0  | 2  | 0  | 2  | 2  | 2  | 2  | 2  | 1  | 1  |

### Punten na speelronde
| Speelronde | 1 | 2 | 3 | 4 | 5 | 6 | 7 | 8 | 9 | 10 | 11 | 12 | 13 | 14 | 15 | 16 | 17 | 18 | 19 | 20 | 21 | 22 | 23 | 24 | 25 | 26 | 27 | 28 | 29 | 30 | 31 | 32 | 33 | 34 |
| ---------- | - | - | - | - | - | - | - | - | - | -- | -- | -- | -- | -- | -- | -- | -- | -- | -- | -- | -- | -- | -- | -- | -- | -- | -- | -- | -- | -- | -- | -- | -- | -- |
| Punten     | 1 | 1 | 1 | 1 | 3 | 5 | 6 | 7 | 8 | 10 | 12 | 14 | 14 | 16 | 16 | 16 | 18 | 19 | 21 | 22 | 24 | 24 | 26 | 26 | 26 | 28 | 28 | 30 | 32 | 34 | 36 | 38 | 39 | 40 |

### Stand na speelronde
| Speelronde | 1  | 2   | 3   | 4   | 5   | 6   | 7   | 8   | 9   | 10  | 11 | 12 | 13 | 14 | 15 | 16  | 17 | 18 | 19 | 20 | 21 | 22 | 23 | 24 | 25 | 26 | 27 | 28 | 29 | 30 | 31 | 32 | 33 | 34 |
| ---------- | -- | --- | --- | --- | --- | --- | --- | --- | --- | --- | -- | -- | -- | -- | -- | --- | -- | -- | -- | -- | -- | -- | -- | -- | -- | -- | -- | -- | -- | -- | -- | -- | -- | -- |
| Stand      | 3e | 14e | 15e | 17e | 14e | 10e | 11e | 11e | 13e | 10e | 8e | 3e | 6e | 6e | 7e | 10e | 9e | 8e | 9e | 9e | 9e | 9e | 9e | 9e | 9e | 8e | 8e | 7e | 7e | 6e | 6e | 6e | 7e | 6e |

### Doelpunten per speelronde
| Speelronde | 1 | 2 | 3 | 4 | 5 | 6 | 7 | 8 | 9 | 10 | 11 | 12 | 13 | 14 | 15 | 16 | 17 | 18 | 19 | 20 | 21 | 22 | 23 | 24 | 25 | 26 | 27 | 28 | 29 | 30 | 31 | 32 | 33 | 34 | Totaal |
| ---------- | - | - | - | - | - | - | - | - | - | -- | -- | -- | -- | -- | -- | -- | -- | -- | -- | -- | -- | -- | -- | -- | -- | -- | -- | -- | -- | -- | -- | -- | -- | -- | ------ |
| Doelpunten | 1 | 1 | 0 | 0 | 3 | 3 | 1 | 1 | 0 | 2  | 3  | 2  | 0  | 4  | 2  | 1  | 1  | 1  | 5  | 0  | 3  | 1  | 1  | 0  | 1  | 2  | 1  | 2  | 3  | 2  | 3  | 3  | 2  | 0  | 55     |